# 小行星1579
小行星1579（1579 Herrick）是一颗围绕太阳公转的小行星。1948年9月30日，西維恩·阿蘭德在于克勒发现了此天体。
該小行星以美國天文學家薩繆爾·赫里克命名。
这颗小行星的绝对星等为280.3962325655982等。